# Vabacken en Metholmen
Vabacken en Metholmen (Zweeds:Vabacken och Metholmen) is een småort in de gemeente Lilla Edet in het landschap Bohuslän en de provincie Västra Götalands län in Zweden. Het småort heeft 97 inwoners (2005) en een oppervlakte van 33 hectare. Eigenlijk bestaat het småort uit twee verschillende plaatsen: Vabacken en Metholmen.